# Josh Harrison
Joshua Isaiah Harrison (ur. 8 lipca 1987) – amerykański baseballista występujący głównie na pozycji trzeciobazowego i zapolowego.

## Przebieg kariery
Harrison studiował na University of Cincinnati, gdzie w latach 2006–2008 grał w drużynie uniwersyteckiej Cincinnati Bearcats. W 2008 wraz z Chrisem Dominguezem z University of Louisville został wybrany najlepszym graczem roku w Big East Conference. W czerwcu 2008 został wybrany w szóstej rundzie draftu przez Chicago Cubs, jednak rok później przeszedł do organizacji Pittsburgh Pirates i grał w klubach farmerskich tego zespołu, między innymi w Indianapolis Indians, reprezentującym poziom Triple-A. W Major League Baseball zadebiutował 31 maja 2011 w meczu przeciwko New York Mets, w którym zaliczył dwa uderzenia, w tym RBI single w pierwszej połowie ósmej zmiany dające wyrównanie oraz single'a i zdobył runa. 23 sierpnia 2011 w spotkaniu Milwaukee Brewers zdobył pierwszego home runa w MLB.
W 2014 po raz pierwszy został wybrany do All-Star Game i figurował jako utility player, gdyż od rozpoczęcia sezonu do przerwy spowodowanej Meczem Gwiazd rozegrał 76 meczów na pięciu różnych pozycjach.

## Nagrody i wyróżnienia
| Nagroda/wyróżnienie | Lata       | Źródło      |
| 2× All-Star         | 2014, 2017 | [ 8 ] [ 8 ] |